# Contumácia
Contumácia (do latim contumatia; de contumax, "orgulhoso", "soberbo") é a recusa de um acusado em comparecer a juízo quando obrigado ou quando for de seu interesse. Juridicamente, contumácia é a desobediência deliberada em não estar presente, após convocação, a um julgamento. 
A contumácia também é denominada revelia e o contumaz, revel. No Direito Processual Civil, a revelia ocorre quando o réu não apresenta sua defesa após ser devidamente citado.

## Referência
SILVA, De Plácido e. Vocabulário jurídico conciso. Rio de Janeiro: Forense, 2008.